# 大木式土器

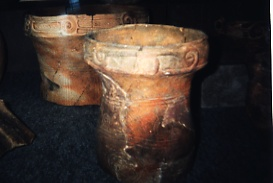
大木8b式土器（縄文中期中葉、関東地方の加曾利E2式期並行の土器）

大木式土器（だいぎしきどき）は、東北地方を中心に分布する縄文時代前期前葉から中期末葉までの土器型式。

## 概要
山内清男によって設定された縄文土器型式で、標式遺跡は宮城県宮城郡七ヶ浜町の大木囲貝塚である。1式から10式に細分され、大木6式土器までが縄文時代前期に属し、7a式以降は縄文時代中期に属する。
縄文時代前期から中期中葉までは、概ね秋田市・田沢湖・盛岡市・宮古市を結ぶ以南の東北地方南部を主な分布域とし、東北地方北部から北海道南西部にかけて分布する同時期の円筒土器と並行する。縄文時代中期後半に入って北東北に分布域を広げるものの北海道にはおよばない。
縄文時代中期後葉には竪穴建物内に複式炉という独特の石組炉を伴うことでも知られる。